# Лампітер (Пенсільванія)
Лампітер (англ. Lampeter) — переписна місцевість (CDP) в США, в окрузі Ланкастер штату Пенсільванія. Населення — 1737 осіб (2020).

## Географія
Лампітер розташований за координатами 39°59′37″ пн. ш. 76°14′43″ зх. д. / 39.99361° пн. ш. 76.24528° зх. д. (39.993628, -76.245295).  За даними Бюро перепису населення США в 2010 році переписна місцевість мала площу 4,45 км², з яких 4,45 км² — суходіл та 0,00 км² — водойми.

## Демографія
Згідно з переписом 2010 року, у переписній місцевості мешкало 1669 осіб у 597 домогосподарствах у складі 443 родин. Густота населення становила 375 осіб/км².  Було 617 помешкань (139/км²).
Расовий склад населення:
| - 92,9 % — білих - 1,5 % — чорних або афроамериканців - 1,4 % — азіатів - 0,1 % — корінних американців - 1,9 % — осіб інших рас |

До двох чи більше рас належало 2,2 %. Частка іспаномовних становила 5,9 % від усіх жителів.
За віковим діапазоном населення розподілялося таким чином: 31,0 % — особи молодші 18 років, 60,8 % — особи у віці 18—64 років, 8,2 % — особи у віці 65 років та старші. Медіана віку мешканця становила 34,0 року. На 100 осіб жіночої статі у переписній місцевості припадало 99,6 чоловіків;  на 100 жінок у віці від 18 років та старших — 96,4 чоловіків також старших 18 років.
Середній дохід на одне домашнє господарство  становив 71 438 доларів США (медіана — 72 878), а середній дохід на одну сім'ю — 85 471 долар (медіана — 74 128). За межею бідності перебувало 4,1 % осіб, у тому числі 0,0 % дітей у віці до 18 років та 16,1 % осіб у віці 65 років та старших.
Цивільне працевлаштоване населення становило 864 особи. Основні галузі зайнятості: освіта, охорона здоров'я та соціальна допомога — 25,8 %, роздрібна торгівля — 25,7 %, інформація — 8,8 %, мистецтво, розваги та відпочинок — 6,7 %.